# تست رورشاخ
تست رورشاخ (به انگلیسی: Rorschach test) (که با نام‌های تست رورشاک، تست لکه رورشاخ، تکنیک رورشاخ یا تست لکه نیز نامده می‌شود) یک آزمون روانی فرافکن است که در آن افراد مورد معاینه، تلقی خودشان را از لکه‌های عجیب و غریب جوهر می‌گویند و بر اساس این تفسیر و تلقی، روانشناس، نوع شخصیت یا عملکرد احساسی فرد یا حتی اختلالات ذهنی‌اش را تشخیص می‌دهد.

## تاریخچه
در سال ۱۹۲۰ هرمان رورشاخ، روان‌پزشک سوییسی پس از مطالعه و آزمایش روی ۳۰۰ بیمار روانی و ۱۰۰ فرد سالم به عنوان شاهدهای کنترل آزمایشی به نام «ده لکه» را ابداع کرد که با توجه به تفسیر این لکه‌ها از سوی فرد درمانگر می‌تواند به برخی جنبه‌های شخصیتی و درونی بیمار پی ببرد.
الهام‌بخش رورشاخ برای ابداع این تست روانشناسی، یک پزشک آلمانی به نام «یوستینوس کِرنِر» بود که در سال ۱۸۵۷ کتاب محبوبی از اشعارش را چاپ کرده بود. هر شعر او در این کتاب، از یک لکه تصادفی جوهر، الهام گرفته بود! البته آلفرد بینه -روانشناس مشهور فرانسوی- هم از لکه‌های جوهر به عنوان آزمایشی برای ارزیابی میزان خلاقیت استفاده کرده بود.
در این تست ۱۰ کارت که روی آن‌ها لکه‌های متقارن نامنظمی چاپ شده به فرد مورد معاینه نشان داده می‌شود. ۵ تا از لکه‌ها سیاه و سفید هستند، ۲ تا سیاه و قرمز و ۳ تا هم رنگی. از فرد مورد معاینه خواسته می‌شود که بگوید تلقی و تفسیرش از هر کارت چیست و لکه جوهر را می‌تواند به چه چیزی تشبیه کند
این نظریه که حتی تا به امروز مورد بحث و تحقیق زیادی از سوی انجمن‌های روان‌پزشکی و روان‌شناسی واقع شده‌است، تنها چند سال پس از مرگ زودهنگام روان‌پزشک سوییسی مورد توجه قرار گرفت.

## درباره آزمون
پایه اصلی آزمایش این است که هر کس براساس نوع خاص ادراک، نیازمندی‌ها، انگیزه‌ها و چالش‌هایش به لکه‌های به ظاهر بی‌معنی که در این آزمایش نقش محرک‌های بیرونی را دارند پاسخ‌های عینی معنی‌دار می‌دهد. هدف از این کار پیدا کردن جنبه‌های شناختی و شخصیتی فرد و کشف متغیرهایی مانند انگیزش، تمایلات پاسخ‌دهی، حالت عاطفی و ادراک او است. با وجود کاربرد نسبتاً گسترده آزمایش ده‌لکه هنوز به خوبی مکانیسم و علل پاسخگویی متفاوت افراد به لکه‌ها مشخص نشده‌است.
ربر در سال ۱۹۸۵ مطرح کرد که تست رورشاخ در محیطی حساس همراه با احساس همدلی و درک متقابل می‌تواند مفید باشد و شکل‌گیری این محیط حتی از شکل لکه‌های رورشاخ مهم‌تر است. لکه‌ها در واقع نوعی وسیله برای تعامل درمانگر و فرد هستند. یک گفتگوی پرشور و سرزنده دربارهٔ طرح کاغذ دیواری یا نقش فرش هم می‌تواند باعث ایجاد همان درک و ارتباط شود. آزمایش ده لکه رورشاخ تنها در سال ۱۹۹۲، ۷۰ سال پس از مرگ این روان‌پزشک و ۵۰ سال پس از مورد توجه قرارگرفتن آن در زادگاهش سوییس به صورت عمومی انتشار یافت.

## ویکی‌پدیا و آزمون رورشاخ
مدتی پیش دکتر جیمز هیلمن، یک پزشک بخش فوریّت‌های پزشکی، هر ۱۰ کارت را در ویکی‌پدیا قرار داد، البته به همراه پاسخ معمولی که افراد مورد معاینه هنگام دیدن کارت‌ها می‌دهند.
کالج پزشکان و جراحان ساسکاچوان به دکتر جیمز هیلمن شاغل در بخش فوریّت‌های یکی از بیمارستان‌های محلی اطلاع داد که دو تن از روان‌شناسان نسبت به همکاری او با ویکی‌پدیا برای چاپ رازهای تفسیر لکه‌های رورشاخ اعتراض کرده‌اند. یکی از این افراد عضو کالج روان‌شناسان بریتیش کلمبیا اعتراض کرده بود که دکتر هیلمن با درج مطالب مربوط به لکه‌ها در ویکی‌پدیا اصل محرمانه ماندن این آزمایش را نقض کرده‌است و در صورتی که او یک روان‌شناس می‌بود این رفتار به شدت سوءاستفاده‌گرانه تلقی می‌شد.
دکتر ویلسن از بیمارستان دانشگاه سلطنتی ساسکاتون نیز در اعتراض به انتشار این مطالب می‌گوید: «رفتار دکتر هیلمن نشانه بی‌احترامی به همکاران روان‌شناس و تحقیر آنان در افکار عمومی است.» ویلسن ادامه می‌دهد: «دکتر هیلمن در مصاحبه‌اش تکنیک‌های روان‌شناسی را مثل جادو و جنبل شعبده‌بازان در بخار و آینه ارائه کرده‌است.»
در ادامه این اعتراضات انجمن محلی پزشکان و جراحان اعلام کرد مسوولیت بررسی موضوع را بر عهده می‌گیرد. دکتر هیلمن ۲۹ ساله که در بیمارستان پنتیکتون شاغل است، عقیده دارد همه این اعتراضات به دلیل این است که او می‌خواسته از کار روان‌شناسی راززدایی کند، ولی بسیاری از روان‌پزشکان و روان‌شناسان می‌گویند در صورت آگاهی قبلی فرد از مکانیسم تفسیر لکه‌ها ممکن است این آزمایش دیگر اعتبار سابق را نداشته باشند و فرد به صورت ناخودآگاه به نوعی قبلاً پاسخ‌ها را آماده کند.
دکتر هیلمن با رد این ادعاها می‌گوید: «این حرف‌ها تاکتیک‌های بزدلانه‌ای است. آنان می‌کوشند چشمه‌های یک بحث علمی را کور کنند. نمی‌خواهند کسی سر از کارشان درآورد.» و اضافه می‌کند: «حتی با فرض سبکسرانه بودن انتقادات به هرحال وقتی کالج پزشکان و جراحان کسی را مؤاخذه می‌کند، فرد باید موضوع را جدی بگیرد.» دکتر سالته، مدیر آموزشی این تشکیلات می‌گوید: «تحقیقات کالج ظرف ۶۰ روز کامل شده، ولی شاید کنکاش کالج در این مورد موضوع را که در حد یک پاورقی کوتاه با حروف ریز در انتهای مطلب آمده بود حالا آن‌قدر گسترده کرده‌است.»
بروس سمیت، رئیس انجمن بین‌المللی رورشاخ و روش‌های تصویری که در میزگرد ویکی‌پدیا در مورد لکه‌ها شرکت کرده بود، گفت: «به دلیل درج کامل موضوع در منبعی مانند ویکی‌پدیا بعید می‌دانم بتوان مسوولیت را تنها متوجه یک فرد دانست. نمی‌توان خود را پشت اصول و شعارهای کلی و مبهم مثل «جریان آزاد اطلاعات» مخفی کرد. با توسل به هیچ اصلی نمی‌توان از زیر بار مسوولیت فردی طفره رفت.» این بحث ابتدا در بخش کوچکی از ویکی‌پدیا منتشر شده بود، ولی با توجه به حرف و حدیث‌های فراوان پس از انتشار تفسیر لکه‌ها در مقاله برجسته‌تر و جزئیات مربوط به برداشت‌های متفاوت و تحقیقات و پاسخ‌های مربوط به هر یک از لکه‌ها مفصل‌تر چاپ شدند. دکتر هیلمن می‌گوید: «من همه را وسط معرکه کشیده‌ام و کوتاه نخواهم آمد.»
با گذشت ۹۰ سال از زمان انتشار، این لکه‌های دیگر محدودیتی برای انتشار از لحاظ حقّ تکثیر (کپی‌رایت) ندارند، شکایت روانشناسان این است که این کار صحت این تست قدیمی معروف را مخدوش کرده‌است و در صورتی که شخصی قبل از تست این کارت‌ها را همراه با پاسخ معمول ببیند، دیگر آزمایش رورشاخ برای او معتبر نخواهد بود.